# Mohammed Abdu Arena
El Mohammed Abdu Arena (en árabe: محمد عبده أرينا), es un estadio polivalente con capacidad para 22.000 asientos, que está ubicado en el barrio de Hittin de Riad, zona de 'teatros' de Arabia Saudita del complejo recreativo de la ciudad de Boulevard Riyadh.
Lleva el nombre del cantante saudí Mohammed Abdu Othman y se estableció tras la inauguración del Boulevard Riyadh City en octubre de 2019 durante la semana inaugural de la primera edición de la temporada de festivales de entretenimiento de Riad. Desde sus inicios, la arena ha albergado eventos como The Filipino Night, WWE's Super Showdown y Crown Jewel.

## Historia
El presidente de la Autoridad Árabe General de Entretenimiento, Turki al-Sheikh, anunció el establecimiento del Mohammed Abdu Arena y el Abu Bakr al-Salem Stage a través de su cuenta oficial de X.